# Noiron-sur-Bèze
Pour les articles homonymes, voir Noiron (homonymie) et Bèze (homonymie).
Noiron-sur-Bèze est une commune française située dans le département de la Côte-d'Or en région Bourgogne-Franche-Comté.

## Géographie
Noiron-sur-Bèze est situé à 23 km au nord-est de Dijon. Le village est traversé par un cours d'eau, la Bèze.

### Climat
Pour des articles plus généraux, voir Climat de la Bourgogne-Franche-Comté et Climat de la Côte-d'Or.
En 2010, le climat de la commune est de type climat des marges montargnardes, selon une étude du Centre national de la recherche scientifique s'appuyant sur une série de données couvrant la période 1971-2000. En 2020, Météo-France publie une typologie des climats de la France métropolitaine dans laquelle la commune est exposée à un climat océanique altéré et est dans une zone de transition entre les régions climatiques « Lorraine, plateau de Langres, Morvan » et « Bourgogne, vallée de la Saône ». 
Pour la période 1971-2000, la température annuelle moyenne est de 10,6 °C, avec une amplitude thermique annuelle de 17,8 °C. Le cumul annuel moyen de précipitations est de 869 mm, avec 11,9 jours de précipitations en janvier et 8,1 jours en juillet. Pour la période 1991-2020, la température moyenne annuelle observée sur la station météorologique de Météo-France la plus proche, « Poyans », sur la commune de Poyans à 13 km à vol d'oiseau, est de 11,1 °C et le cumul annuel moyen de précipitations est de 911,8 mm,. Pour l'avenir, les paramètres climatiques de la commune estimés pour 2050 selon différents scénarios d'émission de gaz à effet de serre sont consultables sur un site dédié publié par Météo-France en novembre 2022.

## Urbanisme

### Typologie
Au 1er janvier 2024, Noiron-sur-Bèze est catégorisée commune rurale à habitat dispersé, selon la nouvelle grille communale de densité à 7 niveaux définie par l'Insee en 2022.
Elle est située hors unité urbaine. Par ailleurs la commune fait partie de l'aire d'attraction de Dijon, dont elle est une commune de la couronne,. Cette aire, qui regroupe 333 communes, est catégorisée dans les aires de 200 000 à moins de 700 000 habitants,.

### Occupation des sols
L'occupation des sols de la commune, telle qu'elle ressort de la base de données européenne d’occupation biophysique des sols Corine Land Cover (CLC), est marquée par l'importance des territoires agricoles (66,6 % en 2018), en diminution par rapport à 1990 (70,6 %). La répartition détaillée en 2018 est la suivante : 
terres arables (58,1 %), forêts (31 %), prairies (8,5 %), zones urbanisées (2,4 %). L'évolution de l’occupation des sols de la commune et de ses infrastructures peut être observée sur les différentes représentations cartographiques du territoire : la carte de Cassini (XVIIIe siècle), la carte d'état-major (1820-1866) et les cartes ou photos aériennes de l'IGN pour la période actuelle (1950 à aujourd'hui).

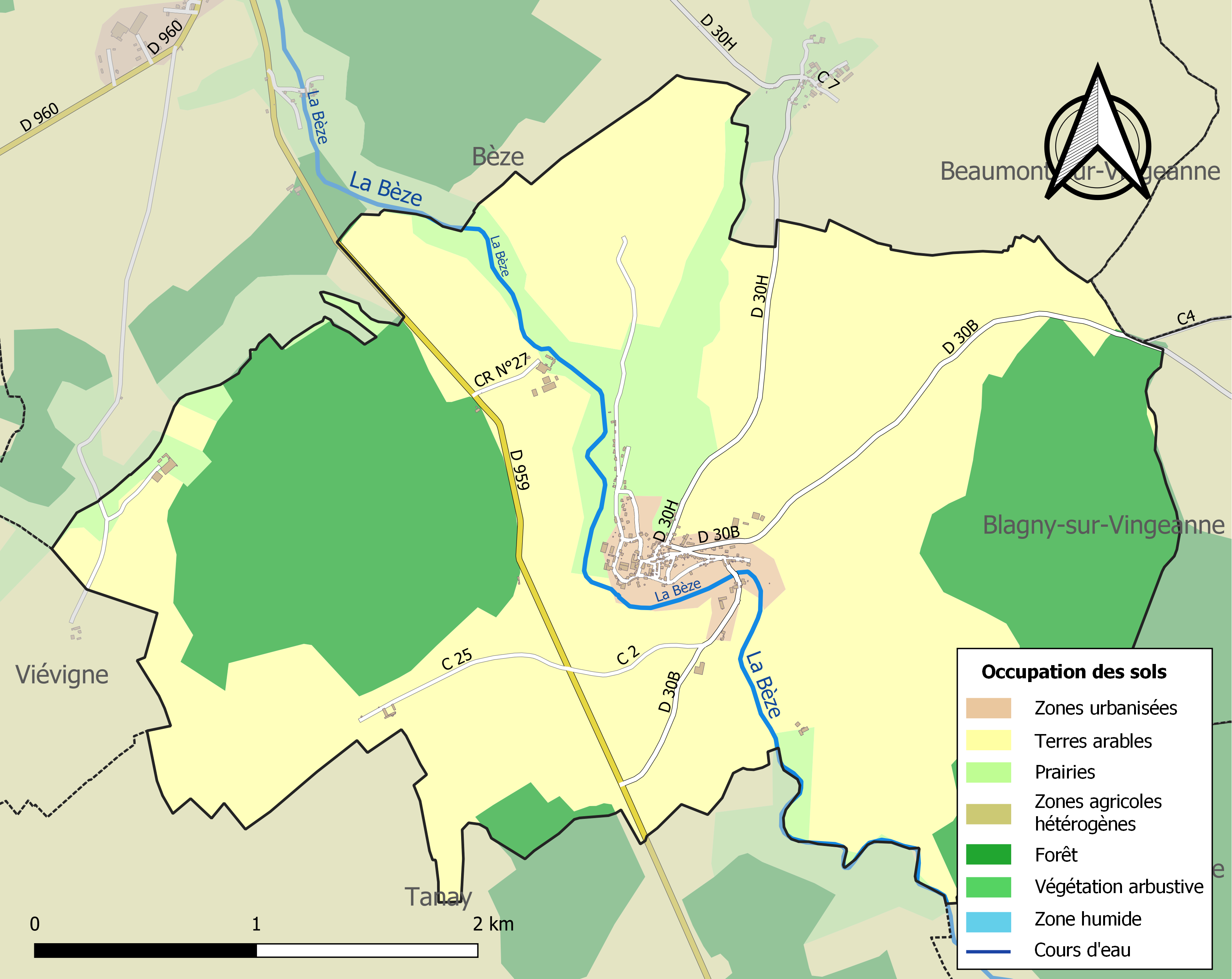
Carte des infrastructures et de l'occupation des sols de la commune en 2018 (CLC).

## Politique et administration
| Période                                  | Période  | Identité                        | Étiquette | Qualité                  |
| ---------------------------------------- | -------- | ------------------------------- | --------- | ------------------------ |
| Les données manquantes sont à compléter. |          |                                 |           |                          |
| 1803                                     |          | Jean Marie Guy Broch d'Hôtelans |           |                          |
| avant 1981                               | 2008     | Bernard Sublet                  |           | Agriculteur              |
| 2008                                     | En cours | Patrick Moreau                  |           | Représentant de commerce |

## Démographie
Les habitants s'appellent des Noironnai(se)s.

L'évolution du nombre d'habitants est connue à travers les recensements de la population effectués dans la commune depuis 1793. Pour les communes de moins de 10 000 habitants, une enquête de recensement portant sur toute la population est réalisée tous les cinq ans, les populations de référence des années intermédiaires étant quant à elles estimées par interpolation ou extrapolation. Pour la commune, le premier recensement exhaustif entrant dans le cadre du nouveau dispositif a été réalisé en 2005.

En 2022, la commune comptait 228 habitants, en évolution de −4,6 % par rapport à 2016 (Côte-d'Or : +0,82 %, France hors Mayotte : +2,11 %).
| 1793 | 1800 | 1806 | 1821 | 1831 | 1836 | 1841 | 1846 | 1851 |
| ---- | ---- | ---- | ---- | ---- | ---- | ---- | ---- | ---- |
| 364  | 385  | 360  | 343  | 440  | 454  | 461  | 474  | 438  |

| 1856 | 1861 | 1866 | 1872 | 1876 | 1881 | 1886 | 1891 | 1896 |
| ---- | ---- | ---- | ---- | ---- | ---- | ---- | ---- | ---- |
| 415  | 360  | 347  | 329  | 330  | 300  | 299  | 292  | 269  |

| 1901 | 1906 | 1911 | 1921 | 1926 | 1931 | 1936 | 1946 | 1954 |
| ---- | ---- | ---- | ---- | ---- | ---- | ---- | ---- | ---- |
| 246  | 260  | 238  | 185  | 194  | 182  | 183  | 166  | 204  |

| 1962 | 1968 | 1975 | 1982 | 1990 | 1999 | 2005 | 2006 | 2010 |
| ---- | ---- | ---- | ---- | ---- | ---- | ---- | ---- | ---- |
| 195  | 168  | 172  | 178  | 183  | 166  | 204  | 218  | 210  |

| 2015 | 2020 | 2022 | - | - | - | - | - | - |
| ---- | ---- | ---- | - | - | - | - | - | - |
| 239  | 231  | 228  | - | - | - | - | - | - |

## Culture locale et patrimoine

### Lieux et monuments

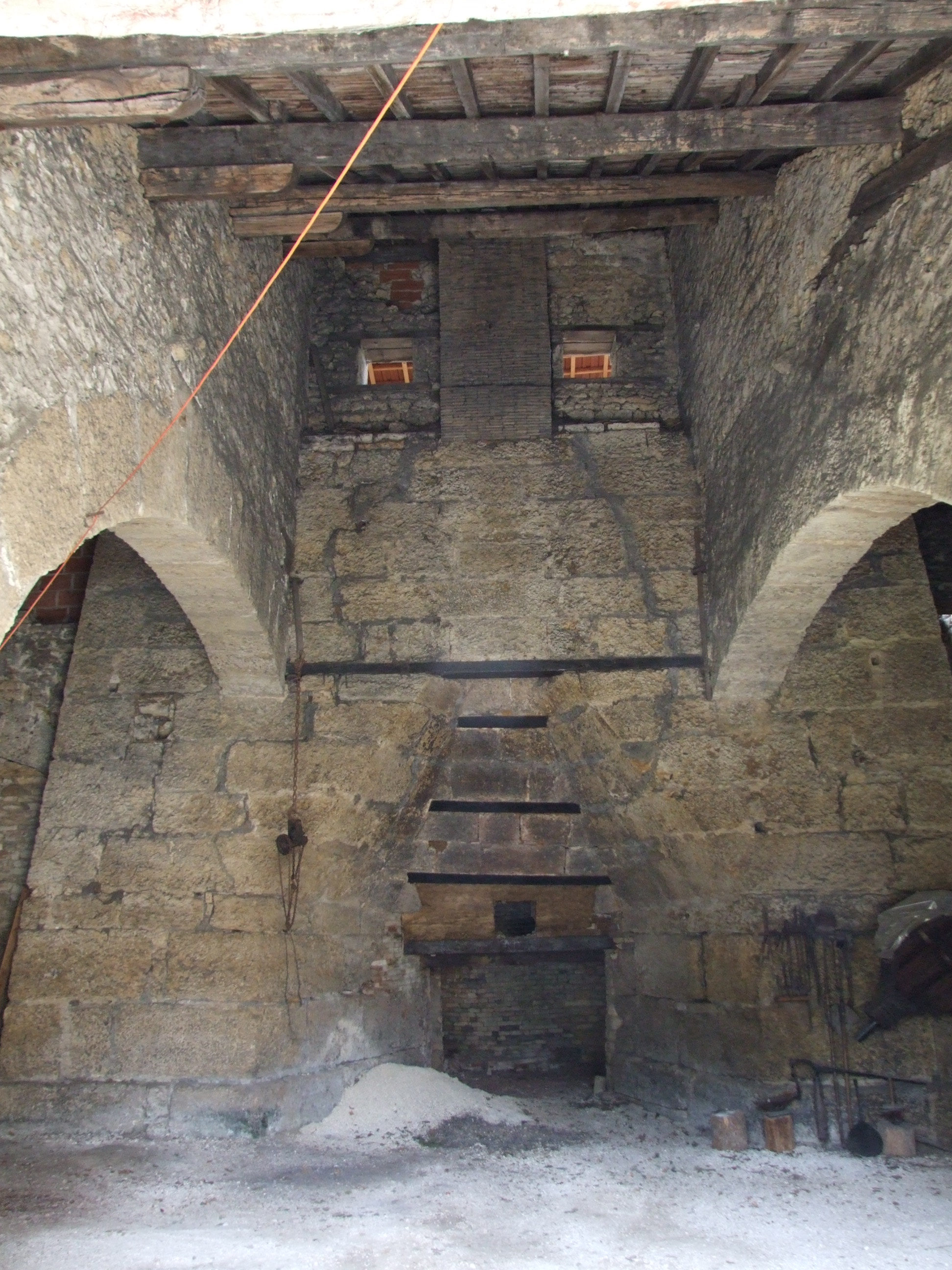
Haut fourneau à Noiron-sur-Bèze.

- Ensemble industriel   Inscrit MH (2000)[17], composé notamment d'un ancien haut fourneau du 19e et d'un moulin.
- Moulin de Noiron-sur-Bèze, appartenait en 1732 aux moines de l'Abbaye Saint-Pierre de Bèze[18]

### Héraldique
| Blason de Noiron-sur-Bèze | Blason  | Vairé d'azur et d'argent de quatre tires, au pal de gueules. |
| Blason de Noiron-sur-Bèze | Détails | Le statut officiel du blason reste à déterminer.             |